# 하더 데이 폴
하더 데이 폴(The Harder They Fall)은 미국에서 제작된 마크 롭슨 감독의 1956년 드라마, 느와르 영화이다. 험프리 보가트 등이 주연으로 출연하였고 필립 요르단 등이 제작에 참여하였다.
Budd Schulberg의 1947년 소설에 기반을 둔다. 험프리 보가트의 마지막 영화역을 맡은 작품이기도 하다.

## 출연

### 주연
- 험프리 보가트
- 로드 스테이거

### 조연
- 잔 스터링
- 맥스 베어
- 에드워드 앤드류즈

## 제작진
- 원작자: 버드 슐버그
- 미술: 윌리엄 프랜네리